# Chronologie de Tabari
 (décembre 2023).
La mise en forme du texte ne suit pas les recommandations de Wikipédia : il faut le « wikifier ».
Les points d'amélioration suivants sont les cas les plus fréquents. Le détail des points à revoir est peut-être précisé sur la page de discussion.
- Les titres sont pré-formatés par le logiciel. Ils ne sont ni en capitales, ni en gras.
- Le texte ne doit pas être écrit en capitales (les noms de famille non plus), ni en gras, ni en italique, ni en « petit »…
- Le gras n'est utilisé que pour surligner le titre de l'article dans l'introduction, une seule fois.
- L'italique est rarement utilisé : mots en langue étrangère, titres d'œuvres, noms de bateaux, etc.
- Les citations ne sont pas en italique mais en corps de texte normal. Elles sont entourées par des guillemets français : « et ».
- Les listes à puces sont à éviter, des paragraphes rédigés étant largement préférés. Les tableaux sont à réserver à la présentation de données structurées (résultats, etc.).
- Les appels de note de bas de page (petits chiffres en exposant, introduits par l'outil «  Source ») sont à placer entre la fin de phrase et le point final[comme ça].
- Les liens internes (vers d'autres articles de Wikipédia) sont à choisir avec parcimonie. Créez des liens vers des articles approfondissant le sujet. Les termes génériques sans rapport avec le sujet sont à éviter, ainsi que les répétitions de liens vers un même terme.
- Les liens externes sont à placer uniquement dans une section « Liens externes », à la fin de l'article. Ces liens sont à choisir avec parcimonie suivant les règles définies. Si un lien sert de source à l'article, son insertion dans le texte est à faire par les notes de bas de page.
- La présentation des références doit suivre les conventions bibliographiques. Il est recommandé d'utiliser les modèles {{Ouvrage}}, {{Chapitre}}, {{Article}}, {{Lien web}} et/ou {{Bibliographie}}. Le mode d'édition visuel peut mettre en forme automatiquement les références.
- Insérer une infobox (cadre d'informations à droite) n'est pas obligatoire pour parachever la mise en page.

Pour une aide détaillée, merci de consulter Aide:Wikification.
Si vous pensez que ces points ont été résolus, vous pouvez retirer ce bandeau et améliorer la mise en forme d'un autre article.
 (décembre 2023).
La chronologie Tabari/Tapurian (Mazandarani) est un type de chronologie  dans laquelle l'année était égale à 365 jours et comprenait douze mois de 30 jours,.

## Histoire et spécifications
Le début de l'ère de Tabari commence le 2 août, 133 ans avant l'Hégire, coïncidant avec le royaume sassanide de Qabad et son fils Kios devenant le dirigeant du Tabaristan.
Puisque douze mois de trente jours seront égaux à trois cent soixante jours, cinq jours supplémentaires ne seront pas calculés. Les cinq jours supplémentaires de chaque année sont appelés Pitèque (MZN:pitek) et s'ajoutent à la fin de l'année. Les résidents essaient de passer ces cinq jours à se reposer dans la nature. Le sixième jour supplémentaire des années bissextiles est appelé Chicheque (MZN:shishek).
| Mois de hache              |
| -------------------------- |
| 1 - Fardinè ma (Sio Ma)    |
| 2- krarchè ma              |
| 3- Hara Ma (Chara Ma)      |
| 4 Tirè ma                  |
| 5- Malarat Ma (Mardalè Ma) |
| 6 - Charvinè ma            |
| 7- Mirè ma                 |
| 8- Ounè ma                 |
| 9- "Chicheque" "Piteque"   |
| 10- Arkè ma                |
| 11-Dè ma                   |
| 12- Wahmannè ma            |
| 13- Nèrujè ma              |

## Les saisons de Tabari
Les noms des chapitres Tabari et leurs équivalents persans:
| Non | langue Français | Langue Tabari (Mazandarani) | Prononciation en langue Tabari (langue Mazandarani) avec voix |
| --- | --------------- | --------------------------- | ------------------------------------------------------------- |
| 1   | Printemps       | Wehär                       | Vehare                                                        |
| 2   | Été             | Towessen                    | To-we-ssone                                                   |
| 3   | Automne         | Payez                       | Paiize                                                        |
| 4   | hiver           | Zamson                      | Zamèssone                                                     |